# 越尾圭
越尾 圭（こしお けい、1973年 -）は、日本の小説家。愛知県知多郡東浦町出身。愛知県立刈谷高等学校卒業、同志社大学文学部中退、早稲田大学教育学部卒業。家庭用ゲームソフト制作会社、編集プロダクションを経て、大手インターネットサービス会社に勤務。第17回『このミステリーがすごい!』大賞・隠し玉でデビュー。

## 略歴
- 2018年、『クサリヘビ殺人事件―蛇のしっぽがつかめない』（応募時タイトル『ターミナル・ポイント』）で第17回『このミステリーがすごい!』大賞最終候補となり[3]、大賞は逃すものの隠し玉としてデビュー。
- また同2018年には『まぼろしの人』で第22回日本ミステリー文学大賞新人賞最終候補となる[4]。
- 2016年『さいはての楽園』で第20回日本ミステリー文学大賞新人賞最終候補[5]。
- 2015年『罪を継ぐ者』で第19回日本ミステリー文学大賞新人賞最終候補[6]。

## 作品リスト

### 単行本
- 『楽園の殺人』（2021年11月、二見書房、ISBN 978-4-57-621198-5）

### 文庫
- 『クサリヘビ殺人事件―蛇のしっぽがつかめない』（2019年7月、宝島社文庫、ISBN 978-4-80-029651-1）
- 『殺人事件が起きたので謎解き配信してみました』（2020年10月、宝島社文庫、ISBN 978-4-29-900948-7）
- 『AIアテナの犯罪捜査 警察庁情報通信企画課<アテナプロジェクト>』（2021年11月、宝島社文庫、ISBN 978-4299022066）
- 『協力者ルーシー』（2023年5月、角川春樹事務所、ハルキ文庫、ISBN 978-4-7584-4560-3）
- 『シスター・ムーン　協力者ルーシー（2）』（2023年6月、角川春樹事務所、ハルキ文庫、ISBN 978-4-7584-4568-9）
- 『ぼくが生きるということは、きみが死ぬということ』（2025年3月、幻冬舎、幻冬舎文庫、ISBN 978-4-344-43461-5）
- 『なりすまし』（2025年5月、角川春樹事務所、ハルキ文庫、ISBN 978-4-7584-4692-1）

### アンソロジー
- 『衝撃の1行で始まる3分間ミステリー』（2024年4月、宝島社文庫）
- 『驚愕の1行で終わる3分間ミステリー』（2024年4月、宝島社文庫）